# Filiep De Munnynck
Philippus (Filiep) Octavus De Munnynck (Gent, 5 oktober 1873 - aldaar, 10 december 1925) was een Belgisch syndicalist, redacteur en politicus voor het Katholiek Verbond van België (UCB).

## Levensloop
Hij werd geboren als zoon van Albertus De Munnynck (1821-1915) en Emilia Allaert (1842-1915). Aanvankelijk werkte De Munnynck als propagandist voor het ACV. In 1896 werd hij gevraagd om als journalist te werken bij dagblad Het Volk. Later werd De Munnynck hoofdredacteur van deze krant, in navolging van medestichter Gustaaf Eylenbosch. De Munnynck zelf werd na zijn overlijden in 1925 opgevolgd door de latere senator Gustaaf Gabriël.
Van 1921 tot aan zijn overlijden was hij schepen van de stad Gent, onder het bestuur van burgemeester Alfred Vander Stegen.
Hij was gehuwd met Rachel Billiet (1880 - 1922) met wie hij vier kinderen had, waaronder architect Lucien De Munnynck.